# Mordet på Maria Ladenburger
Mordet på Maria Ladenburger, en medicinstudent från Freiburg född 6 december 1996 och död 16 oktober 2016, uppdagades när hennes kvarlevor påträffades i floden Dreisam(de) i delstaten Baden-Württemberg i Tyskland.

## Offer
Maria Ladenburger var en 19 år gammal läkarstudent som arbetade som volontär på en välgörenhetsorganisation för flyktingar, var på hemväg från en fest.

## Gärningsman
Hussein Khavari, som lögnaktigt hävdade att han var afghan, erkände att han attackerade Ladenburger. Hon hade blivit våldtagen och strypt, men var vid liv när hon lämnades vid flodstranden för att drunkna. Khavari arresterades några veckor senare och DNA-bevis knöt Khavari till brottsplatsen. Efter gripandet framkom att han redan hade en fängelsedom på 10 år för mordförsök i Grekland då han knuffat en kvinna utför en klippbrant, men Khavari frigavs i oktober 2015. Han flydde sedermera via Österrike till Tyskland, där han anlände som papperslös och påstod sig vara 17 år gammal. Eftersom hans DNA inte fanns i någon europeisk databas och ingen internationell arresteringsorder utfärdats placerades han hos en fosterfamilj.

## Rättegång
Under rättegången framkom bevis som tydde på att han var från Iran och 32 år gammal. Domstolen accepterade expertutlåtanden som baserade sig på skelettröntgen och tandanalys och domstolsprocessen fördes enligt lagstiftning för vuxna. Domare Kathrin Schenk vid Landgericht Freiburg(de) förkunnade domen på livstids fängelse. Den kvinnliga domaren meddelade att rätten hade funnit att den anklagade hade begått gärningen av sexuella motiv och beskrev mordet som medvetet och målmedvetet i motsats till ett dråp i hastigt mod.

## Efterverkningar
Mordet chockerade befolkningen i Freiburg och föranledde debatt i Tyskland kring våldsdåd av unga invandrare och svårigheterna kring integration. Debatterna innehöll kritik mot Angela Merkels politik som släppte in över en miljon migranter i Tyskland under 2015. Andra incidenter som de sexuella masstrakasserierna under nyårsnatten 2015–2016 i Köln skapade valframgångar för extremhöger under Förbundsdagsvalet i Tyskland 2017 och Alternativ för Tyskland tog mandat i Bundestag för första gången.